# Чибача
42°37′ пн. ш. 18°10′ сх. д. / 42.62° пн. ш. 18.17° сх. д.
Чибача (хорв. Čibača) — населений пункт у Хорватії, в Дубровницько-Неретванській жупанії у складі громади Жупа Дубровацька.

## Населення
Населення за даними перепису 2011 року становило 1 953 особи .
Динаміка чисельності населення поселення: